# Straggle Creek
Straggle Creek är ett vattendrag i Kanada.   Det ligger i provinsen Ontario, i den sydöstra delen av landet, 200 km väster om huvudstaden Ottawa. Straggle Creek ligger vid sjön Allen Lake.
I omgivningarna runt Straggle Creek växer i huvudsak blandskog. Runt Straggle Creek är det mycket glesbefolkat, med 2 invånare per kvadratkilometer.